# Soundcheck (Buch)
Soundcheck: die 101 wichtigsten Platten der Popgeschichte ist eine Buchveröffentlichung von Karl Bruckmaier, deren erste Auflage im Jahre 1999 erschienen ist. Der Autor versucht hier einen Musterkoffer oder Kanon bedeutender Alben der Popmusik zusammenzustellen.
Bei den im Buch vorgestellten Platten handelt es sich um eine subjektive Auswahl von Platten durch Bruckmaier. Mit den „Top-100 der deutschen Rolling Stone-Redaktion“ (1997), die er als makellose Liste (S. 12) bezeichnet und als Anhang (siehe S. 161) aufgenommen hat, weist seine eigene Auflistung dann auch nur fünf Überschneidungen (Exile on Main St., Beggars Banquet, Let It Bleed, Blue und Desire) auf. Bruckmaiers Buch ist kein Kompendium allgemein anerkannter und objektiver Verdienste und Errungenschaften (S. 13), sondern enthält eine Reihe von Empfehlungen. Der Musterkoffer soll eine Auswahl der meisten Stile der Popmusik enthalten.

## Rezensionen
- Doebling, Wolfgang: Rezension Rolling Stone, Ausgabe April 1999
- Besprechung cross-over
- Besprechung FAZ